# Madeleine Sherwood
Madeleine Sherwood, pseudonimo di Madeleine Louise Hélène Thornton (Montréal, 13 novembre 1922 – Lac Cornu, 23 aprile 2016), è stata un'attrice e attivista canadese.
In alcuni film è accreditata come Madeleine Thornton-Sherwood. Attiva principalmente per il teatro, ha svolto anche un'intensa attività nel cinema e nella televisione. La sua interpretazione più celebre è sicuramente quella di Mae Pollitt nel film La gatta sul tetto che scotta (1958), per la regia di Richard Brooks, che la diresse anche in La dolce ala della giovinezza (1962).
È inoltre passata alla storia per la sua fervente attività in movimenti pacifici di liberazione, come quello di Martin Luther King.

## Biografia
Nata nel 1922 in Québec nel comune di Outremont (ora unito a Montréal), nipote di un professore di odontoiatria della McGill University di Montréal, cominciò a recitare all'età di quattro anni, prendendo parte ad una recita organizzata dalla sua parrocchia. Cominciò la sua carriera professionale grazie a Rupert Kaplan, che la notò e la scritturò per delle parti in alcuni sceneggiati televisivi trasmessi dalla CBC.
La Sherwood si trasferì a New York nel 1950 assieme al marito Robert Sherwood, sposato dieci anni prima, ed iniziò a lavorare a Broadway, apparendo nel celebre Il crogiuolo, tratto da un'opera di Arthur Miller. In seguito fu scritturata per recitare in importanti rappresentazioni tratte da opere di Tennessee Williams, come La gatta sul tetto che scotta e La dolce ala della giovinezza, recitando anche nelle omonime versioni cinematografiche, rispettivamente del 1958 e 1962; in tali occasioni ebbe modo di lavorare accanto ad attori celebri, quali Paul Newman, Elizabeth Taylor e Geraldine Page.
Nel 1957 divenne membro dell'Actor's Studio, lavorando con Lee Strasberg, e negli anni seguenti ne venne eletta membro a vita.
La Sherwood, che era dichiaratamente simpatizzante per la sinistra, durante il maccartismo fu inserita nella lista nera, e costretta, nonostante il suo talento, a non lavorare più in produzioni di alto livello. Negli anni che vanno dal 1950 al 1956, infatti, la sua carriera conobbe una forte battuta d'arresto. Malgrado ciò, la Sherwood non si diede per vinta e continuò a professare liberamente i propri pensieri, stabilendo anche un forte legame di collaborazione con Martin Luther King, e divenendo membro onorario del Congress of Racial Equality, noto anche con la sola sigla CORE.
L'attrice pagò il suo impegno civile a caro prezzo: in occasione di una manifestazione, venne infatti arrestata, processata e condannata a sei mesi di lavori forzati. Della sua difesa fu incaricato Fred Grey, ed il processo passò alla storia perché Grey fu il primo avvocato afro-americano a difendere una donna bianca.  
Negli anni settanta, Madeleine Sherwood si dedicò solamente alla recitazione, apparendo in numerose serie televisive e film, quali Changeling (1980), di Peter Medak.
All'inizio degli anni ottanta, decisivo fu l'incontro con Gloria Steinem e Betty Dodson, note leader femministe, assieme alle quali lavorò assiduamente per la parità dei diritti fra uomo e donna.
Alla fine degli anni novanta, ormai alla soglia degli ottant'anni, ritornò a vivere in Canada. Malgrado avesse trascorso negli Stati Uniti la maggior parte della sua esistenza, Madeleine Sherwood non ricevette mai la cittadinanza statunitense.
Oltre che madre di una bambina avuta dal matrimonio con Robert Sherwood, l'attrice era nonna e bisnonna di sei bambini.

## Filmografia parziale

### Cinema
- Baby Doll - La bambola viva (Baby Doll), regia di Elia Kazan (1956)
- La gatta sul tetto che scotta (Cat on a Hot Tin Roof), regia di Richard Brooks (1958)
- Vento caldo (Parrish), regia di Delmer Daves (1961)
- La dolce ala della giovinezza (Sweet Bird of Youth), regia di Richard Brooks (1962)
- Amori proibiti (In the Cool of the Day), regia di Robert Stevens (1963)
- E venne la notte (Hurry Sundown), regia di Otto Preminger (1967)
- Pendulum, regia di George Schaefer (1969)
- Wicked, Wicked, regia di Richard L. Bare (1973)
- Changeling, regia di Peter Medak (1980)
- Resurrection, regia di Daniel Petrie (1980)
- Teachers, regia di Arthur Hiller (1984)
- Zwei frauen - Il silenzio del lago ghiacciato (Zwei frauen), regia di Carl Schenkel (1989)

### Televisione
- Una donna poliziotto (Decoy) – serie TV, episodio 1x08 (1958)
- The Nurses – serie TV, episodio 1x21 (1963)
- Ben Casey – serie TV, episodio 4x19 (1965)
- Sui sentieri del West (The Outcasts) – serie TV, episodio 1x14 (1969)
- Bonanza – serie TV, episodio 12x14 (1970)
- Colombo (Columbo) – serie TV, episodio 4x03 (1974)
- Credere per vivere (Will There Really Be a Morning?), regia di Fielder Cook – film TV (1983)
- A un passo dalla follia (Nobody's Child), regia di Lee Grant – film TV (1986)

## Doppiatrici italiane
- Giuliana Maroni in La gatta sul tetto che scotta, La dolce ala della giovinezza
- Wanda Tettoni in E venne la notte
- Gabriella Genta in Teachers